# Fontana Sala
Fontana Sala is een plaats (frazione) in de Italiaanse gemeente Marino.